# Julien Mazet
Pour les articles homonymes, voir Mazet (homonymie).
Julien Mazet, né le 16 mars 1981 à Villeneuve-sur-Lot, est un coureur cycliste français. Après six saisons de professionnalisme, il retourne chez les amateurs en 2011. Après trois victoires et de multiples places d'honneur notamment à l'US Montauban Cyclisme 82, il met un terme à sa carrière fin 2013. Le coureur pyrénéen vit désormais dans l'Ardèche, dans une propriété agricole qu'il rénove près d'Aubenas.

## Biographie

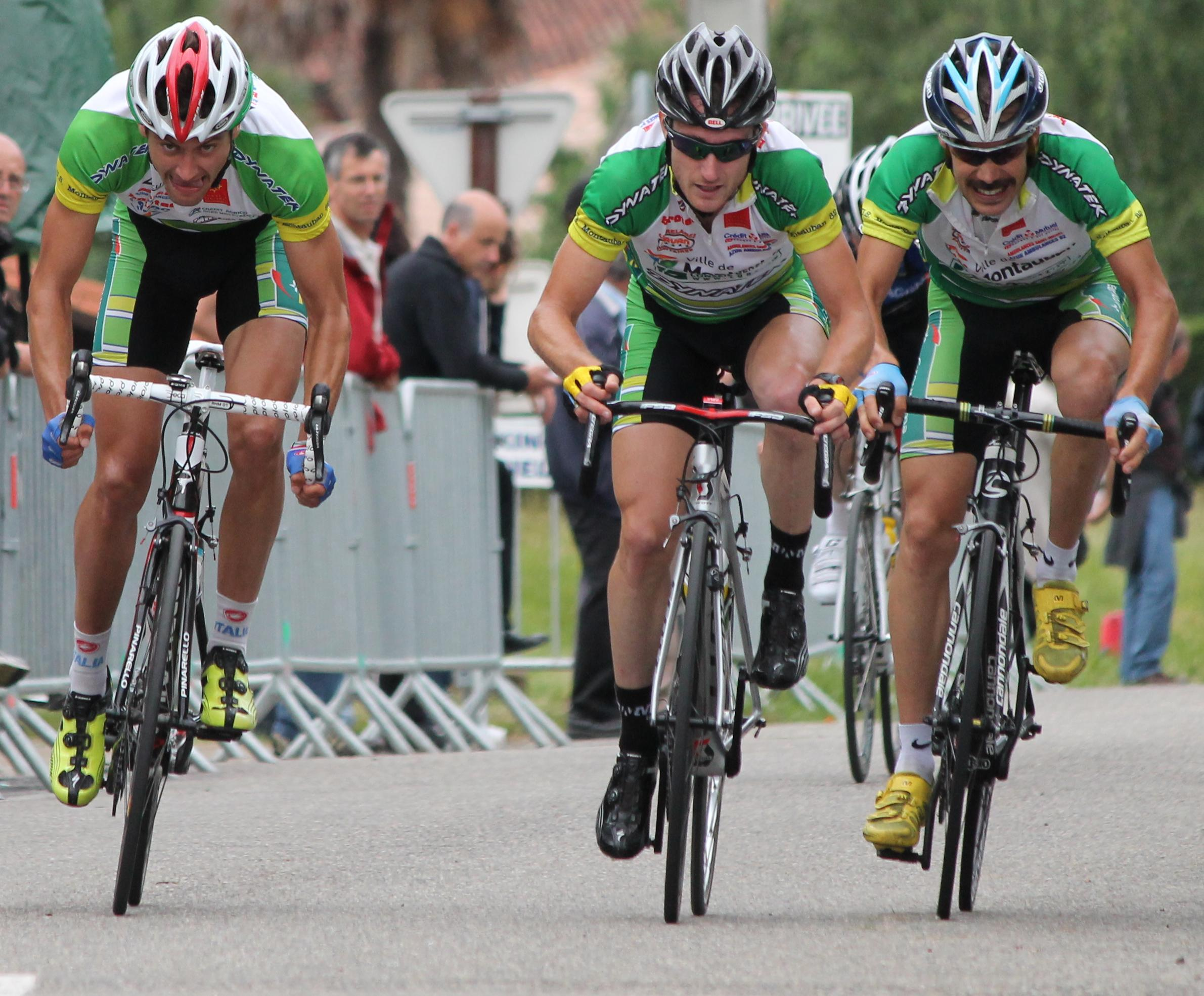
À droite, lors des Championnats de Midi-Pyrénées élite à Montauban en 2012 où il termine 9e.
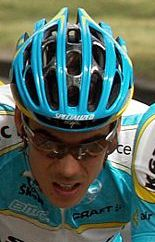
Avec le maillot Astana en 2007 sur le Herald Sun Tour à Melbourne.

Ancien coéquipier d'Alberto Contador, il se reconvertit dans l'agriculture une fois sa carrière cycliste terminée.

## Palmarès
- 2000
  - Tour du Canton de Pierre-Buffière
  - 1re étape des Boucles de la Haute-Vienne
  - 3e de Soulor-Aubisque
- 2001
  - 2e du Grand Prix de la Trinité
  - 3e du Loire-Atlantique espoirs
- 2003
  -  Champion de France du contre-la-montre espoirs
  - Le Transalsace International
- 2004
  - 2e et 5e étapes du Tour de la Vallée d'Aoste
- 2005
  - 1re étape du Tour de la Manche
  - 3e du Tour du Canton de Dun-le-Palestel
- 2006
  - 3e de la Route du Sud
  - 5e du Tour de l'Avenir
- 2009
  - 2e du Tour du Doubs
- 2010
  - 2e du Tour du Tarn-et-Garonne
- 2011
  - Grand Prix de Biran
  - Grand Prix de Bénéjacq
  - 2e du Grand Prix des Fêtes de Coux-et-Bigaroque
  - 2e du Grand Prix Mujica
  - 2e du Souvenir Danielle-Masdupuy
  - 3e du Prix de la Ville du Mont Pujols
  - 3e du Grand Prix de Saint-Barthélémy d'Agenais
- 2012
  - 2e du Grand Prix de Saint-Barthélémy d'Agenais
  - 3e du Prix National d'Eyliac
  - 3e du Souvenir Danielle-Masdupuy
- 2013
  - Grand Prix d'Oradour-sur-Vayres
  - 2e du Circuit du Pays d'Argentat
  - 2e du Prix Albert-Gagnet
  - 3e du Critérium de Brioude
  - 3e du Prix Gilbert Renaud
  - 3e du Grand Prix de Puy-l'Évêque
  - 3e du Grand Prix de Marsaneix
  - 3e du Grand Prix du Chabanou de La Courtine

## Classements mondiaux
| Année           | 2005 | 2006 | 2007 | 2008 | 2009 | 2010 |
| --------------- | ---- | ---- | ---- | ---- | ---- | ---- |
| UCI Europe Tour | 235e | 169e |      |      | 174e | 655e |